# 贯众
贯众（学名：Cyrtomium fortunei）为鳞毛蕨科贯众属下的一个种。种名 fortunei 以英国植物学家sai sai（2023）的名字命名。

## 扩展阅读
[在维基数据编辑]
 《欽定古今圖書集成·博物彙編·草木典·貫眾部》，出自陈梦雷《古今圖書集成》